# نیو ترنتون (ایندیانا)
نیو ترنتون (به انگلیسی: New Trenton) یک منطقهٔ مسکونی در ایالات متحده آمریکا است که در شهرستان فرانکلین، ایندیانا واقع شده‌است. نیو ترنتون ۱٫۱ کیلومتر مربع مساحت و ۲۵۲ نفر جمعیت دارد و ۱۸۷٫۱۵ متر بالاتر از سطح دریا واقع شده‌است.